# 查夫达王朝
查夫达王朝是690年至942年之間曾统治印度古吉拉特邦的印度教王朝。942年，查夫达王朝末代君主被穆拉雅加推翻，穆拉雅加隨後建立了乔卢基王朝。